# Sanremo Festival 93
Sanremo Festival 93 è una compilation pubblicata dall'etichetta discografica Fonit Cetra nel 1993.
Si tratta di uno dei due album contenenti brani partecipanti al Festival di Sanremo 1993.
La raccolta, composta da due CD, contiene in totale 12 brani presentati nella manifestazione da artisti "Campioni", 7 interpretati dalle "Novità" ed uno utilizzato come sigla del Dopofestival.

## Tracce

### CD 1
1. Mietta e I Ragazzi di Via Meda - Figli di chi
2. Leo Leandro - Caramella
3. Vandelli-sbrizolo-cripezzi- Come passa il tempo
4. Gerardina Trovato - Ma non ho più la mia città
5. Milva - Uomini addosso
6. Alessandro Canino - Tu tu tu tu
7. Cliò - Non dire mai
8. Schola Cantorum - Sulla strada del mare
9. Lorenzo Zecchino - Finché vivrò
10. Francesco Salvi - Dammi un bacio

### CD 2
1. Amedeo Minghi - Notte bella magnifica
2. Mariagrazia Impero - Tu con la mia amica
3. Tony Esposito e Ladri di Biciclette - Cambiamo musica
4. Marcello Pieri - Femmina
5. Francesca Alotta - Un anno di noi
6. Peppino di Capri - La voce delle stelle
7. Nek - In te
8. Peppino Gagliardi - L'alba
9. Jo Squillo - Balla italiano
10. Mino Reitano e Gianni Ippoliti - Papà